# Centraal Bureau voor de Statistiek
Centraal Bureau voor de Statistiek (CBS; dansk: Centrale Kontor for Statistik) er den nederlandske pendant til det danske statistiske kontor. Det officielle engelske navn på myndigheden er Statistics Netherlands.

## Afdelinger
Myndigheden har to sæder: i byen Heerlen (i den nederlandske provins Limburg) og i Voorburg i nærheden af Haag.

## Opgaver
CBS samler data til formål for at udarbejde statistikker på næsten alle områder af det nederlandske samfund, som for eksempel demografi, salg, omkostninger, balance, investering, m.fl. Dette sker siden 2007 på Internettet. 
Den meget informative hjemmeside (også på engelsk) og publikationer fra CBS er den vigtigste kilde til en række statistiske data om Nederlandene. De fleste af disse data er tilgængelige på hjemmesiden og er frit tilgængelige.

## Historie
CBS blev grundlagt i januar 1899. Det var indtil 2004 underlagt Ministerie voor Economische Zaken, (Ministeriet for Økonomiske Anliggender) i Nederlandene, der herefter blev en uafhængig myndighed.